# Camillo Graffico
Camillo Graffico (* um 1565 in Cividale del Friuli; † 1615 in Rom) war ein italienischer Kupferstecher, Maler, Kunstschmied und Verleger.

## Leben
Camillo Graffico war ein Sohn des Dichters und Malers Domenico Graffico. Ab den späten 1580er Jahren war er hauptsächlich in Rom bis zu seinem Tod tätig. Zu seinen Stichen gehören u. a. die Heilige Familie nach B. Passari, die Auferstehung Christi nach Cherubino Alberti, die Madonna in Anbetung des Kindes nach F. Rossi genannt Salviati sowie nach der Komposition eines unbekannten italienischen Malers das Abendmahl des Herrn und die Heilige Margarethe mit den Drachen zu ihren Füßen. Viele von Grafficos Stichen wurden von Battista Panzera und Altiero Gatti publiziert.
Von Graffico stammt auch ein Bildnis von Sixtus V. (1589), Kniestück, von 18 Abteilungen umgeben, in denen die von diesem Papst errichteten Gebäude und wichtigsten Ereignisse seines Lebens dargestellt sind. Zusammen mit Francesco Villamena stach Graffico die 150 Blätter des römischen Pontifikales, dessen Edition Papst Clemens VIII. 1595 besorgte. Er war auch ein geschickter Kunstschmied, der kleine kupferne Tischbrunnen für adlige Gönner herstellte.